# Manhenha
A Manhenha é um povoado português localizado na Ponta da Ilha, freguesia da Piedade, concelho das Lajes do Pico, ilha do Pico, arquipélago dos Açores.
Esta localidade faz parte da área de Paisagem Protegida de Interesse Regional da ilha do Pico e encontra-se fortemente ligada à produção do vinho verdelho praticamente desde o povoamento da freguesia a que pertence desde 1506, data dos primeiros assentamentos humanos na localidade.
O substrato rochoso e vulcânico de uma cor muito negra primitia a produção de um vinho de qualidade excepcional até ao surgimento do Oídio que levou a uma tremenda quebra da produção e à falência de muitas das famílias ligadas a essa produção.
Nesta localidade existe um porto de pesca artesanal denominado Porto da Manhenha, bem como uma zona balnear denolminada Praia das Poças da Manhenha. Aqui é também de referir a existência do Farol da Ponta da Ilha, cuja construção data de 1946 e da Ermida de São Tomé.